# Distretto di Tararua
Il distretto di Tararua è un'autorità territoriale della Nuova Zelanda che si trova entro i confini delle regioni di Manawatu-Whanganui e di Wellington, nell'Isola del Nord. La sede del Consiglio distrettuale si trova nella città di Dannevirke. Creato nel 1989 in seguito alla riorganizzazione delle autorità locali neozelandesi, prende il nome dalla catena montuosa che ne forma il confine occidentale.

## Popolazione
Il capoluogo del Distretto, Dannevirke, venne fondato da immigranti danesi, svedesi e norvegesi il 15 ottobre 1872. La città ospita circa 6 000 abitanti, cioè un terzo dell'intera popolazione del Distretto. Altri centri sono Eketahuna, Pahiatua, Woodville, Ormondville, Norsewood, Pongaroa, Herbertville, Akitio e Alfredton.
Benché la maggior parte del Distretto ricada entro i confini della regione di Manawatu-Wanganui, una piccola parte nella zona sud-occidentale ricade all'interno della regione di Wellington. Secondo l'ultimo censimento, in questo territorio risiedono solamente 12 abitanti.

## Economia
Quando gli europei si insediarono qui, il territorio era una foresta pressoché ininterrotta, da cui venne il soprannome di 40 mile bush ("foresta di 40 miglia"). Essa venne quasi completamente disboscata per far posto ai pascoli che ancor oggi costituiscono l'industria principale del Distretto, ma il soprannome rimase: la squadra locale di rugby, per esempio, si chiama "Wairarapa-Bush".
Oltre all'agricoltura, nel Distretto si trovano industrie tessili e alimentari.